# Universitat de València
La Universitat de València va ser fundada l'any 1499 sota el nom d'Estudi General i és, a més de la universitat més antiga del País Valencià, una de les més importants i amb més llarga tradició a l'Estat espanyol.
La sèu històrica es troba a l'edifici de la La Nau, al barri de la Xerea del centre històric de la ciutat de València. Actualment l'edifici està destinat a Centre Cultural de la mateixa universitat que ara s'organitza al voltant de quatre campus universitaris principals: dos situats a la ciutat (el campus de Blasco Ibáñez i el de Tarongers), un a l'àrea metropolitana (campus de Burjassot-Paterna) i un quart a la capital de la Vall d'Albaida (campus d'Ontinyent). A més a més compta amb diverses extensions, delegacions i centres adscrits, com ara Gandia. La Universitat de València compta, a més, amb emplaçaments com el Jardí Botànic, o el Palau de Cerveró on es donen cita, sovint, congressos, trobades i exposicions diverses.
En l'actualitat té aproximadament 55.000 alumnes entre totes les seues titulacions, i és així la universitat més gran en nombre d'alumnes de les set que conformen el sistema universitari del País Valencià (comptant també les dues universitats privades de l'autonomia) i la setena en l'àmbit estatal. Així mateix té prop de 1.700 empleats d'administració i serveis i més de 3.500 docents i investigadors.
La Universitat de València se situa entre les quatre més destacades d'Espanya en el camp de l'R+D+I, amb 18 instituts universitaris d'investigació (tres d'ells centres mixts amb el Consell Superior d'Investigacions Científiques). És de destacar el Parc Científic de la Universitat de València), en el qual se situen grups d'investigació juntament amb el viver d'empreses de base tecnològica, i empreses spin-off de la mateixa universitat i altres externes. És reconeguda com una de les universitats espanyoles més capdavanteres en l'àmbit investigador.
Des d'abril de 2018, la rectora és Maria Vicenta Mestre Escrivà.

## Història

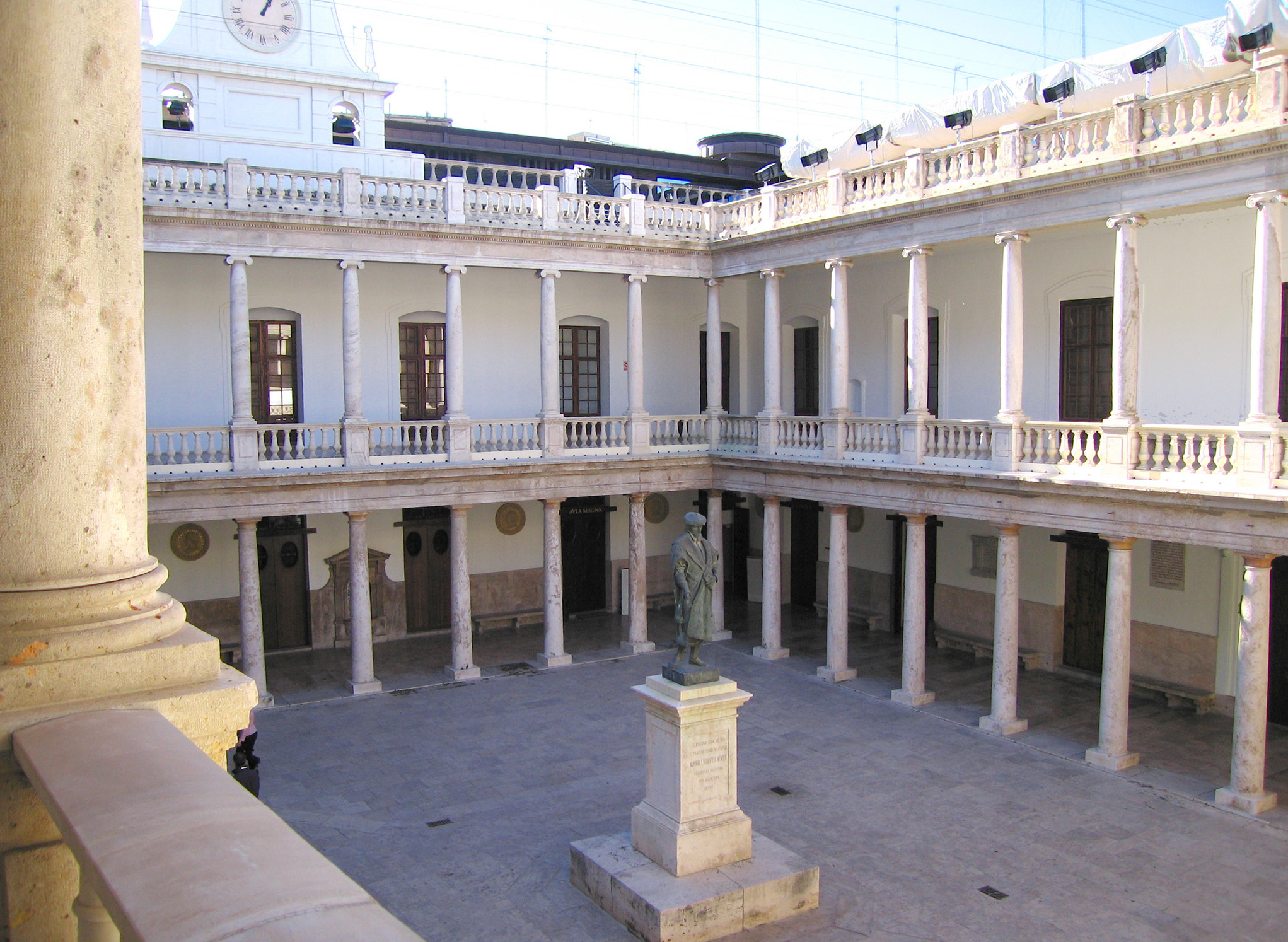
El claustre de la Nostra Antiga Universitat (NAU).

El 1245 es va aprovar la Carta de Fundació de l'Estudi General de València, però no seria fins al 1499 que realment es constitueix la Universitat de València com a tal, amb el nom d'Estudi General de València.
Malgrat que ja des del segle xiii existia a València la possibilitat de cursar certs ensenyaments superiors, aquests eren impartits per cases i entitats diferents. Per això, els Jurats de València van treballar per reunir tots els estudis dependents de la ciutat i de l'Església en un únic Estudi General, i fruit del seu treball van ser els estatuts publicats l'any 1412 i aprovats pel govern municipal i el bisbe Hug de Llupià. Inicialment l'Estudi General s'establí en uns locals vora l'església de Sant Llorenç, encara que la llibertat d'educació atorgada pels Furs de València va permetre que s'establiren escoles també en altres punts. Esta primera unificació dels estudis va durar poc, fins al 1416, encara que va servir de base per a la futura creació de la Universitat.
Anys després, la pròspera societat valenciana del segle xv, el Segle d'Or valencià, desitjava que els estudis impartits al Cap i Casal del Regne aconseguiren el rang d'estudis universitaris, i va empényer el Consell municipal a reprendre la tasca d'unificació dels estudis. Des del punt de vista logístic, el Consell va acordar l'adquisició de cases i finques que serviren d'instal·lacions de l'Estudi General; fruit d'estes gestions va ser la compra a Isabel Saranyó, l'1 d'abril de 1493, d'una casa amb hortes i patis que esdevindria la seu de la Universitat: l'edifici del carrer de la Nau. Alhora, des del punt de vista administratiu, encarregà als Jurats de València que elaboraren uns segons estatuts que preveren la concessió de títols acadèmics de nivell universitari: el 30 d'abril de 1499 fou la data en què finalment es redactaren les noves Constitucions de l'Estudi General.
Amb l'aparell logístic i administratiu ja preparat, només faltaven les llicències corresponents per a iniciar les activitats. Estes arribaren, primer, de la mà del papa Alexandre VI, és a dir, del valencià Roderic de Borja, que amb la seua butla pontifícia del 23 de gener de 1501 reconeixia la nova universitat i autoritzava l'arquebisbe a atorgar els títols de batxillerat i de doctor en nom de l'autoritat pontifícia; més tard, el rei de València i dels estats de la Corona d'Aragó, Ferran el Catòlic, va ratificar el caràcter universitari de la nova institució amb el seu privilegi reial del 2 de febrer de 1502. Així, l'Estudi General es va inaugurar oficialment el 13 d'octubre de 1502 amb prerrogatives i distincions equivalents a les de les universitats de Roma, Bolonya, Salamanca i Lleida.

## Titulacions
La Universitat de València ofereix titulacions de llicenciatura, enginyeria i diplomatura, juntament amb alguns graus ja implantats en el curs 2009-2010, màsters, doctorats i títols propis.
Oferix titulacions oficials en Ciències, Humanitats, Salut, Ciències Socials, i Ensenyaments Tècnics, cobrint quasi totes les branques del saber. En el curs 2009-2010 es començaren a impartir titulacions de grau.

### Oferta complementària
Els programes d'intercanvi amb altres institucions acadèmiques estrangeres i els programes de cooperació internacional i ajuda al desenvolupament, permeten als estudiants realitzar part dels seus estudis a Europa, Nord Amèrica, Amèrica Llatina i Àsia. Es desenvolupen tres tipus de programes de mobilitat: el programa Erasmus, els Programes Internacionals de Mobilitat (PIM), i els Programes Específics de Mobilitat. En relació amb la mobilitat d'estudiants en el marc del programa Erasmus, la Universitat de València està entre les deu més actives d'Europa.
El Servei de Llengües i Política Lingüística oferix serveis de formació i assessorament en valencià i llengües de comunicació internacional a tota la comunitat universitària. A més, també organitza proves d'acreditació de valencià i altres llengües i promou el respecte i la tolerància a la diversitat lingüística i el compliment dels drets lingüístics de l'estudiantat, el professorat i el personal treballador.
La Universitat promou la llengua i cultura xineses i dona suport a l'ensenyament del xinès. Està entre els vint millors instituts Confuci del món. Les seues instal·lacions se situen en la Facultat de Filologia, Traducció i Comunicació.
El Centre Internacional de Gandia de la Universitat de València oferix cursos, màsters i seminaris, i desenvolupa el Espaco de Cultura Brasileira. Durant l'estiu desenvolupa la Universitat d'Estiu de Gandia, sent una de les més antigues d'Espanya en el seu gènere.
El Centre d'Idiomes de la Universitat de València oferix ensenyament de llengües a la comunitat universitària. Està obert a totes les persones que desitgen millorar el seu coneixement de llengües.

## Màsters universitaris i doctorat
La Universitat de València ofereix 90 màsters oficials i 100 doctorats adaptats a l'Espai Europeu d'Educació Superior. Més informació en la Web de Postgrau. Els estudis de màster, impartits per professors d'universitat, amb la col·laboració de prestigiosos professionals i investigadors, tenen una durada entre un i dos anys (de 60 a 120 crèdits ECTS).
Cobrixen totes les branques del saber en els camps de les humanitats, ciències, salut, ensenyaments tècnics, socials, jurídiques i econòmiques. Més informació en Web de Postgrau

## Facultats i escoles
La Universitat de València posseeix 18 facultats i escoles localitzades en les seues tres grans campus urbans. Cadascuna alberga departaments, fins a un total de 92, i oferixen diverses titulacions de grau, màsters oficials i programes de doctorat.

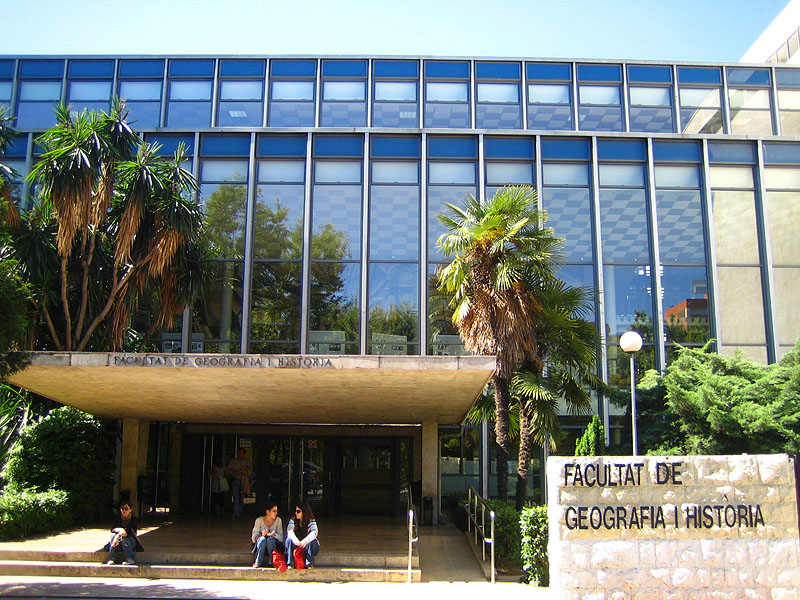
Facultat de Geografia i Història, al Campus de Blasco Ibàñez.

### Campus de Blasco Ibàñez

#### Facultat de Geografia i Història
La Facultat de Geografia i Història és un centre educatiu on s'imparteixen els graus universitaris de Geografia i Medi Ambient, Història, Informació i Documentació, i Història de l'Art. A més, també s'imparteix el final de les llicenciatures d'Història, Geografia i Història de l'Art, i la diplomatura de Biblioteconomia i documentació. Fou creada a partir de la subdivisió de l'antiga facultat de Filosofia i Lletres, el 1978. A partir d'aquest moment s'institueixen set especialitats (geografia, prehistòria i arqueologia, història antiga, medieval, moderna, contemporània i història de l'art) amb els seus corresponents departaments (més un general). El 1991 es du a terme una reforma per convertir les antigues especialitats en tres llicenciatures, afegint-se poc després una diplomatura.

#### Facultat de Ciències de l'Activitat Física i l'Esport

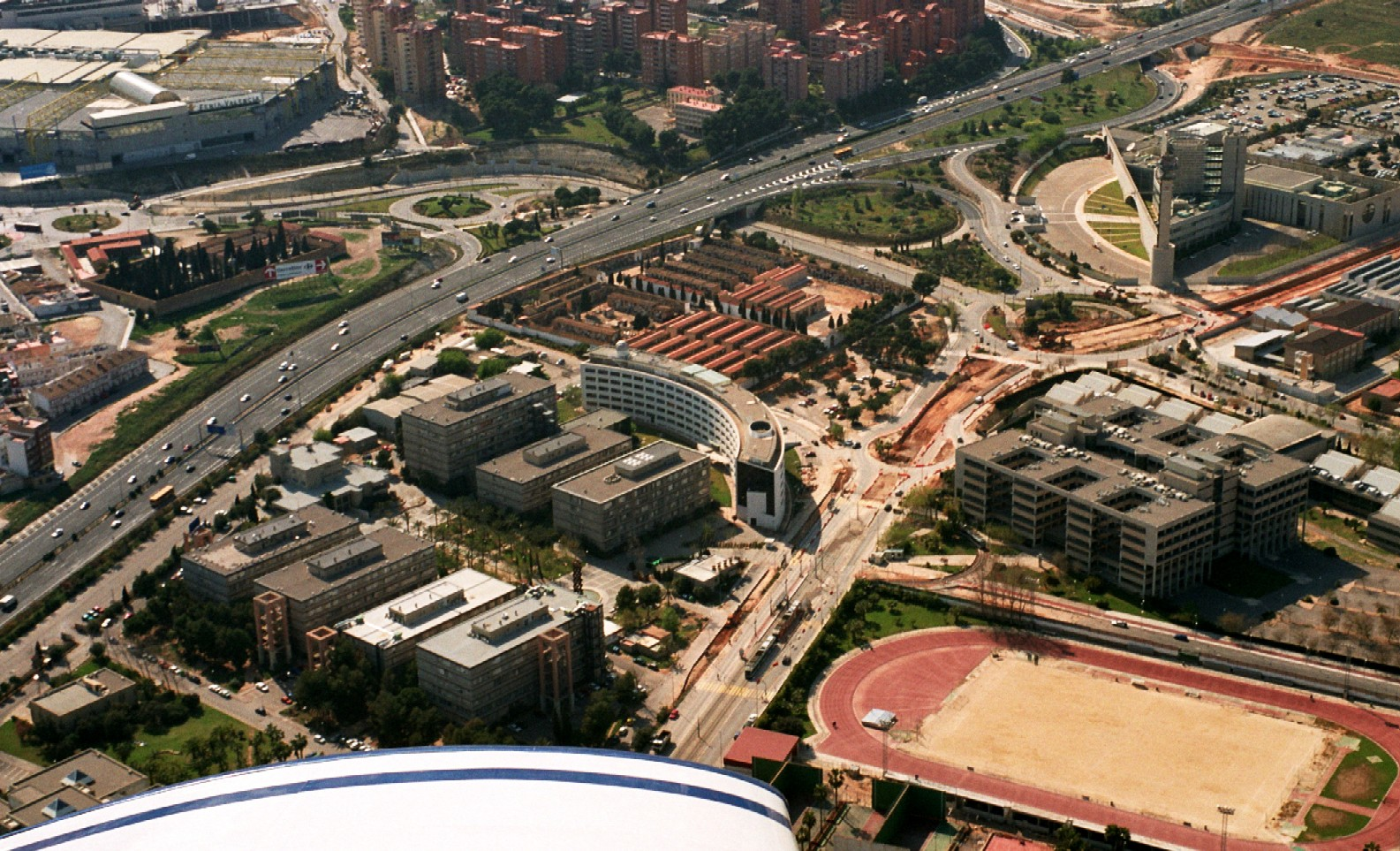
Vista aèria del Campus de Burjassot

### Campus de Tarongers

#### Facultat d'Economia
La Facultat va ser creada l'any 2000 en fusionar l'aleshores Facultat de Ciències Econòmiques i Empresarials i l'Escola Universitària d'Estudis Empresarials. Compta amb una Extensió Universitària a Ontinyent. Amb els seus més de vuit mil estudiants (2015-16) és la facultat més gran.

### Campus de Burjassot
- Facultat de Física
- Facultat de Química
- Facultat de Farmàcia
- Facultat de Ciències Matemàtiques
- Facultat de Ciències Biològiques
- Escola Tècnica Superior d'Enginyeria

## Investigació[calcitació]
La Universitat de València desenvolupa una intensa labor investigadora a través dels seus Departaments acadèmics de cada Facultat o Escola, els seus Instituts Universitaris d'Investigació, el Parc Científic de la Universitat de València, i altres.
Els Instituts Universitaris d'Investigació són estructures multidisciplinàries d'investigació. La seua finalitat és desenvolupar la demanda social d'investigació en camps específics i la transferència de coneixement. Pot veure el detall de cadascun dels instituts mostrats a continuació.
- Centre d'Investigacions sobre Desertificació (CIDE)
- Institut Cavanilles de Biodiversitat i Biologia Evolutiva
- Institut d'Economia Internacional
- Institut d'Economia Social i Cooperativa (IUDESCOOP)
- Institut d'Estudis de la Dona
- Institut d'Història de la Medicina i de la Ciència López Piñero
- Institut d'Investigació en Psicologia dels Recursos Humans, del Desenvolupament Organitzacional i de la Qualitat de Vida Laboral (IDOCAL)
- Institut d'Investigació en Trànsit i Seguretat Viària (INTRAS-UVEG)
- Institut de Biologia Integrativa i de Sistemes (I2SysBio)
- Institut de Ciència dels Materials (ICMUV)
- Institut de Ciència Molecular (ICMOL)
- Institut de Creativitat i Innovacions Educatives
- Institut de Criminologia i Ciències Penals
- Institut de Drets Humans (IUDHUV)
- Institut de Física Corpuscular (IFIC)
- Institut de Robòtica
- Institut Interuniversitari de Desenvolupament Local
- Institut Interuniversitari de Filologia Valenciana (IFV)

El Parc Científic de la Universitat de València és un lloc de trobada entre la Universitat de València i les empreses. Amb més de 200.000 m², se situa en el municipi de Paterna, prop del campus universitari de Burjassot-Paterna, a 12 km del centre de la ciutat de València i a 5 km de l'aeroport. El Parc Científic es convertix en un pol d'atracció per a incentivar la transferència de coneixement.
La Universitat de València difon la seua activitat científica a través de la revista Mètode.

## Biblioteca[calcitació]
Un dels elements més significatius de la Universitat és la seua Biblioteca. L'origen es remunta a la donació, en 1785, dels llibres de Francesc Pérez Baier. Es va inaugurar en 1788, sent rector Vicent Blasco. Actualment la Biblioteca Històrica està situada en l'edifici de la Nau (carrer de la Universitat, 2, València). Ací es conserven manuscrits, incunables i impresos publicats entre els segles XVI al XX. Durant la Guerra de la Independència una bomba va provocar un incendi en l'edifici de la Universitat i va provocar la pèrdua de la major part del fons fundacional.
La Biblioteca Universitària va ser, durant la Guerra Civil i després, dipositària dels llibres requisats a particulars i a institucions, els quals constitueixen un fons de gran utilitat per a l'estudi de la història social i les arts gràfiques d'aquesta època. Destaca la col·lecció de cartells de la Guerra Civil espanyola.
El segle xx va veure l'aparició de diferents facultats i escoles universitàries, i la creació de les seues corresponents biblioteques. També van nàixer biblioteques departamentals. A partir de l'aprovació dels Estatuts de la Universitat de València en 1985 es va configurar un servei general anomenat Servei d'Informació Bibliogràfica (SIB), que aglutina a totes i cadascuna de les biblioteques existents en la Universitat dotant-les d'instruments de cohesió.
L'any 1990 es va inaugurar la Biblioteca de Ciències Eduard Boscà; l'any 1999, la Biblioteca de Ciències Socials Gregori Maians; l'any 2002, la Biblioteca d'Humanitats Joan Reglà; i en 2009, la biblioteca de Ciències de la Salut Pelegrí Casanova. L'esquema organitzatiu es completa amb altres biblioteques més petites.
A partir de l'any 2000 ha irromput amb força la biblioteca electrònica, que es consolida en 2010 amb la creació del repositori institucional RODERIC.

## Servei de Llengües i Política Lingüística
El Servei de Llengües i Política Lingüística és un servei general de la Universitat de València que té com a missió l'assoliment de l'ús normalitzat i igualitari de la llengua pròpia, és a dir, treballa perquè el valencià desenvolupe totes les seues funcions sociolingüístiques com a llengua de cultura moderna en l'àmbit de la Universitat. A més, promou una visió plurilingüe autocentrada en la internacionalització de la Universitat i l'adquisició de competències plurilingües per part de la comunitat universitària, també en llengües de comunicació internacional.
Els objectius del Servei són:
- Aconseguir que les activitats acadèmiques, administratives, institucionals i interpersonals en el si de la Universitat es desenvolupen de manera normal en valencià.
- Contribuir a la internacionalització de la Universitat de València mitjançant el foment de l'aprenentatge i de l'ús d'altres llengües, i en particular de l'anglès com a llengua de comunicació internacional.
- Formar i assessorar en l'ús de les llengües i la terminologia, en especial el PDI i el PAS, per tal d'aconseguir la màxima competència comunicativa en valencià i l'autonomia en altres llengües.
- Promoure les actituds favorables al valencià i a la diversitat lingüística i dinamitzar l'ús efectiu, normal i igualitari del valencià en tots els àmbits de la vida universitària.

S'estructura en les seccions següents:
- Assessorament Lingüístic
- Dinamització Lingüística
- Aprenentatge i Acreditació
- Recursos Lingüístics

### Segle

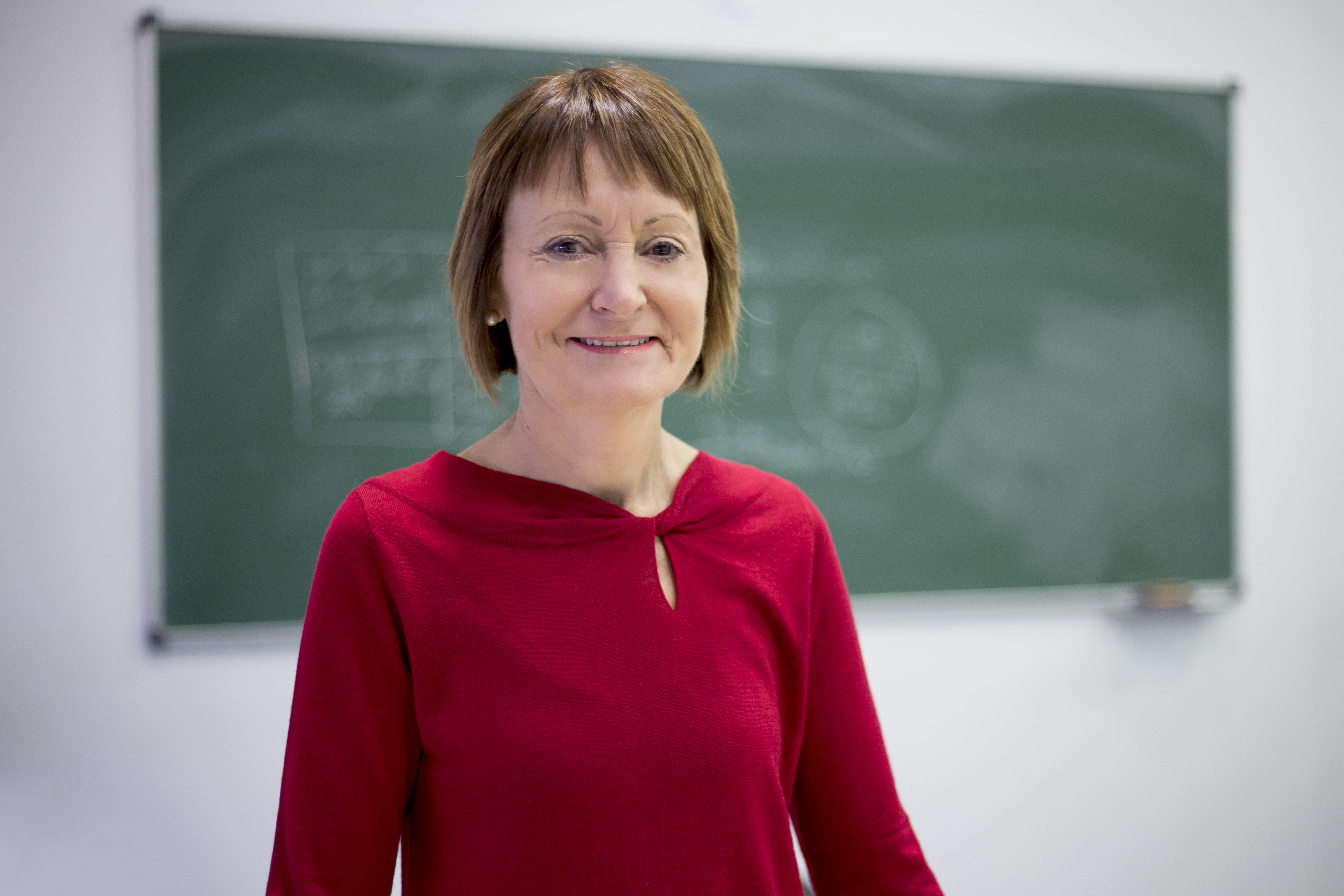
Mavi Mestre, rectora de la UV des de 2018.

## Altres centres pertanyents a la universitat
- La Nau
- Palau de Cerveró 1
- Jardí Botànic
- Observatori astronòmic
- Fundació Universitat-Empresa

## Llista de rectors

### Segle XVI
- Joan Andreu Estrany (1517)
- Joan Salaia (1525-1558)
- Joan Terès i Borrull (1570)

### Segle XVIII
- Vicent Blasco Garcia (1784-1813)

### Seglexix
- Eduardo Pérez Pujol (1868-1873).
- Nicolás Ferrer Julve (1898-1901).

### Segle XX
- Manuel Candela Pla (1901-1903)-
- Francisco Moliner i Nicolás.
- Joan Baptista Peset i Aleixandre (1932-1934)
- José Puche Álvarez (1936-1938)
- Juan José Barcia Goyanes (1965-1971)
- Rafael Bartual Vicens (1971-1972)
- José Báguena Candela (1972-1976)
- Manuel Cobo del Rosal (1976-1979)
- Joaquín Colomer Sala (1979-1984)
- Ramon Lapiedra Civera (1984-1994)
- Pedro Ruiz Torres (1994-2002)

### Segle XXI
- Francisco Tomàs Vert (2002-2010)
- Esteban Morcillo Sánchez (2010-2018)
- Maria Vicenta Mestre Escrivà (2018-)

## Exalumnes destacats[calcitació]
- Joan Lluís Vives i March, humanista del segle xvi.[11]
- Jeroni Munyós (1522 – 1591) matemàtic, astrònom, geògraf i lingüista[12][13]
- Gaspar Guerau de Montmajor (1557-1600), catedràtic, escriptor de sàtires
- Gregori Maians i Siscar, jurista i erudit del segle xviii.
- Vicent Salvà, gramàtic, llibreter i editor del segle xix.
- Teodor Llorente, poeta del segle xix.
- Vicent-Wenceslau Querol, poeta del segle xix.
- Pío Baroja, novel·lista.[cal citació]
- Joan Baptista Peset i Aleixandre, metge i científic, en fou també rector.
- Manuel Sanchis Guarner, filòleg i lingüista.
- Bernardino Landete Aragó (1879 – 1968), pioner de l'estomatologia espanyola.
- Francisco Bonilla Martí, metge ginecòleg.
- Joan Fuster, assagista.
- Eliseu Climent i Corberà, editor.
- Francisco Tomás y Valiente, jurista.
- Jaume Matas Palou, expresident de les Illes Balears i exministre espanyol de medi ambient.
- Ernest Lluch i Martín, exministre de sanitat i economista.
- Fernando Bonilla, metge ginecòleg.
- Carme Alborch, política del PSOE.

## Altres
La Universitat de València és membre de la Xarxa d'Universitats Institut Joan Lluís Vives. És una de les universitats més destacades en el panorama universitari espanyol (vegeu Rànquing d'universitats espanyoles).

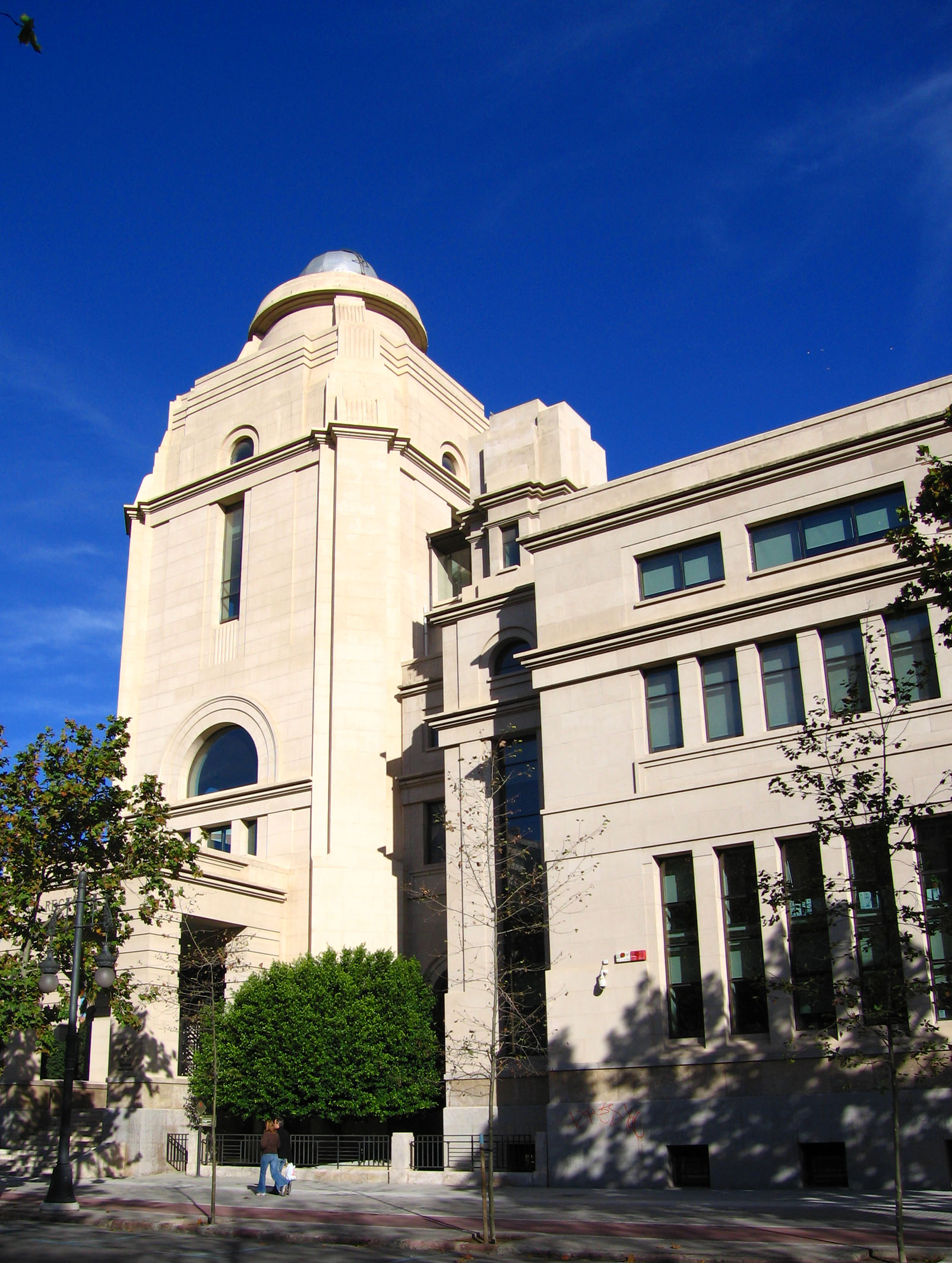
Campus de Blasco Ibàñez
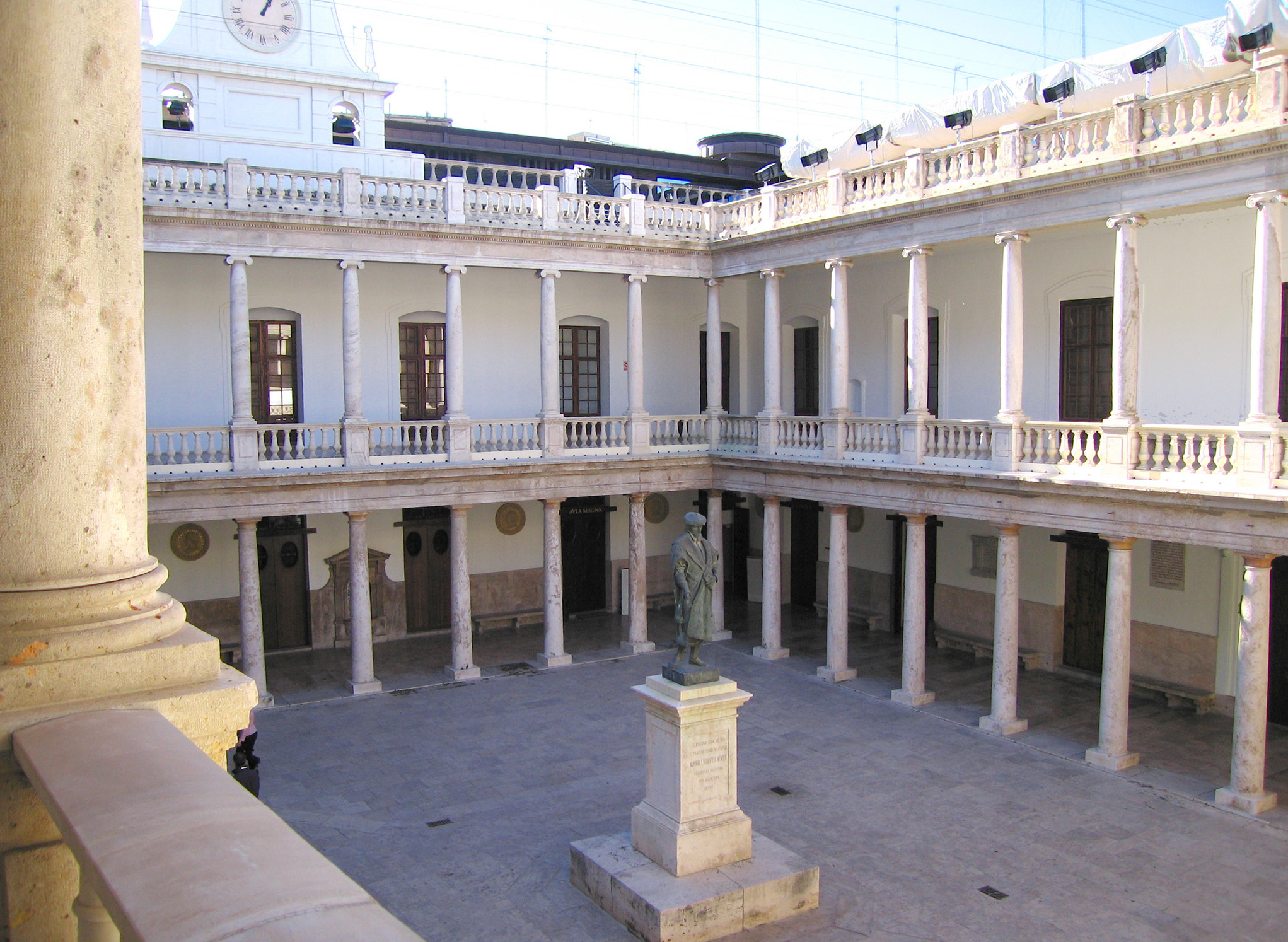
Claustre de la Universitat Vella
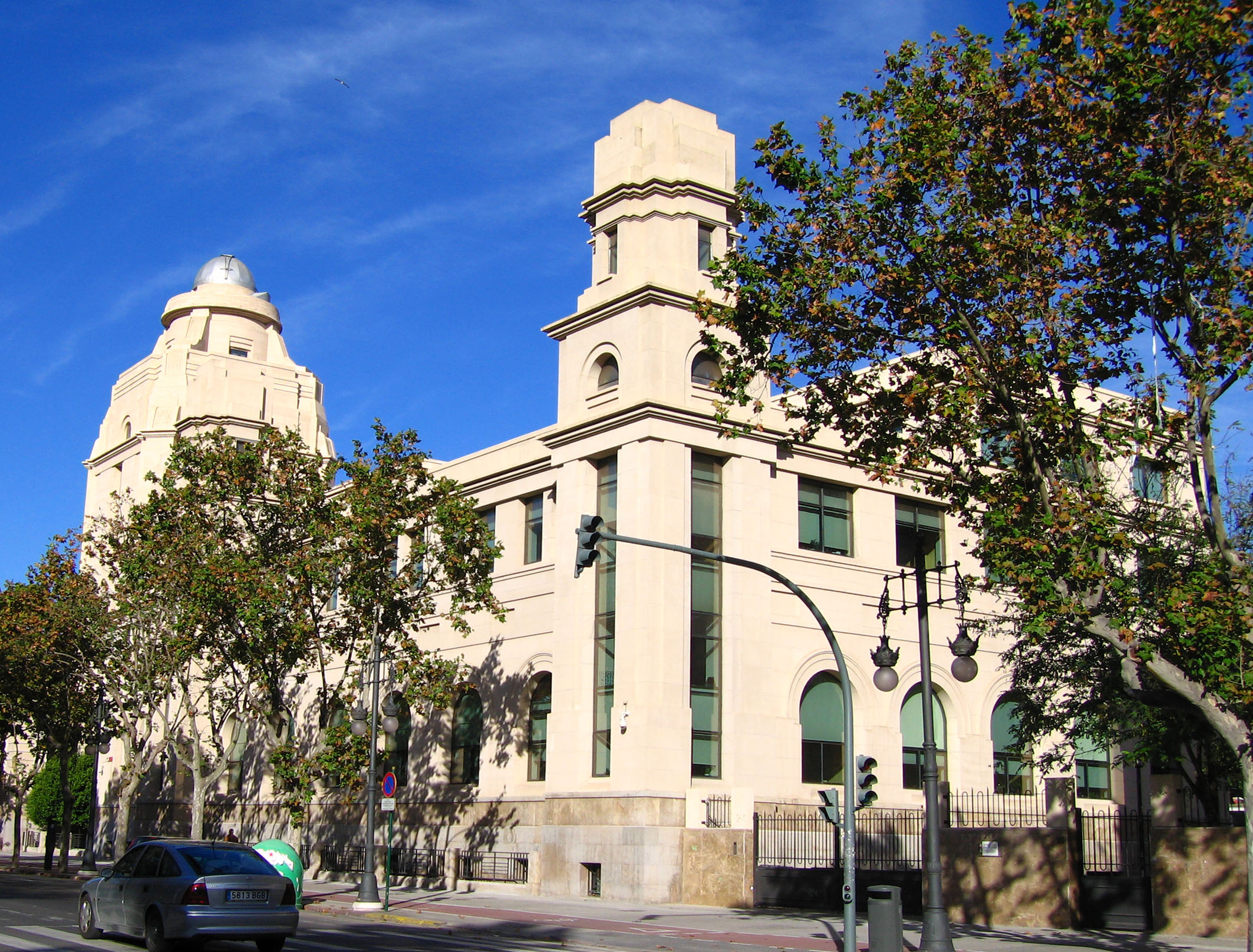
Campus de Blasco Ibàñez
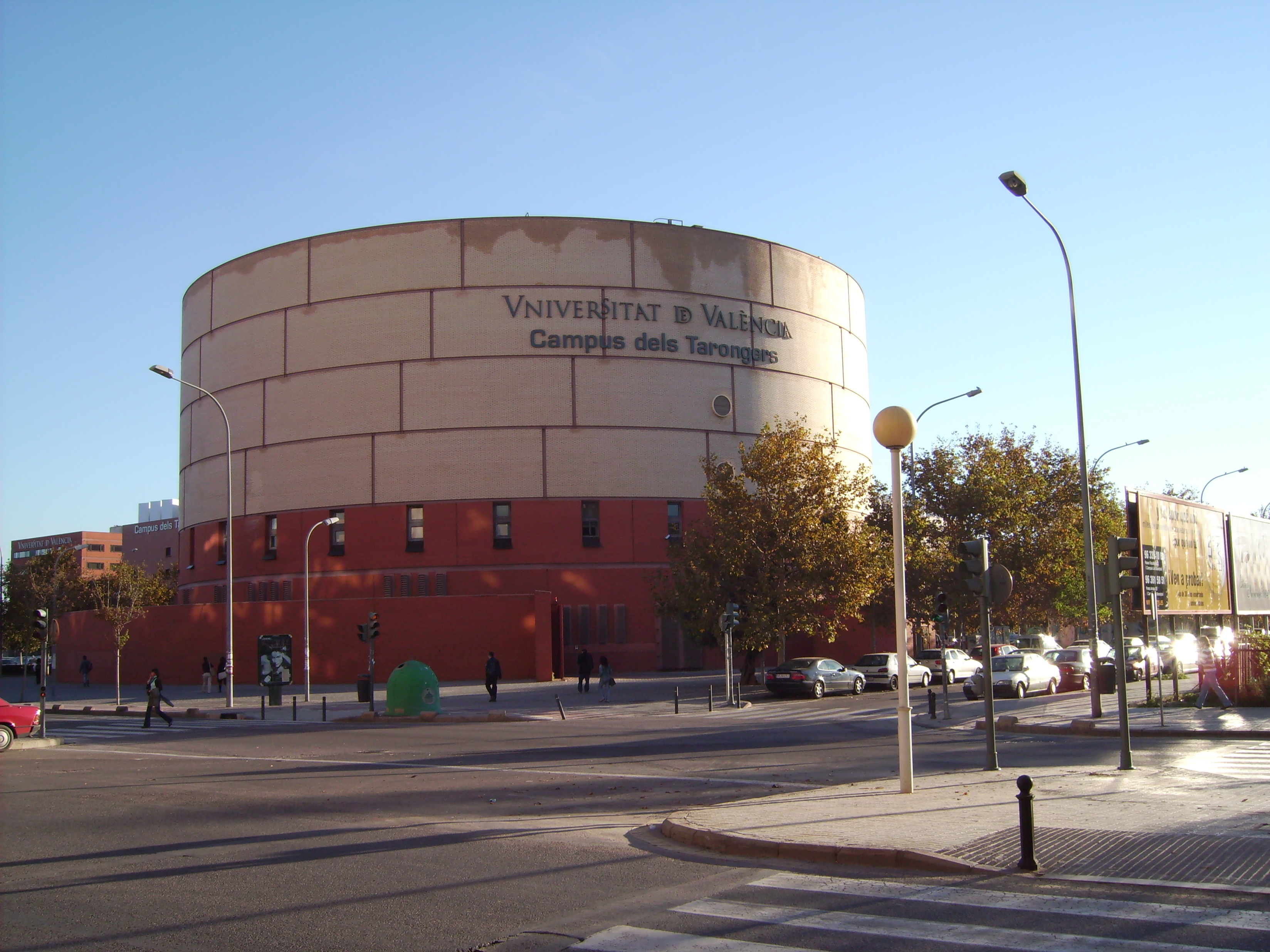
Campus dels Tarongers
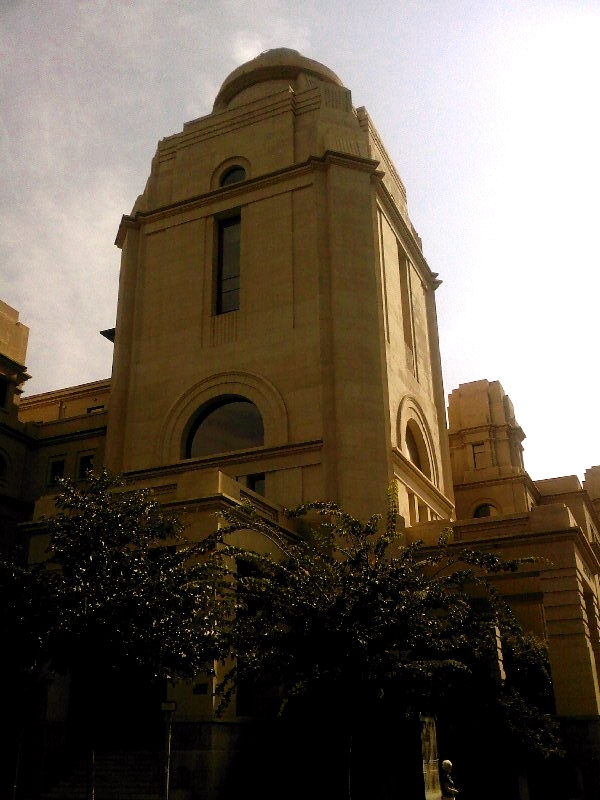
Rectorat a Blasco Ibáñez
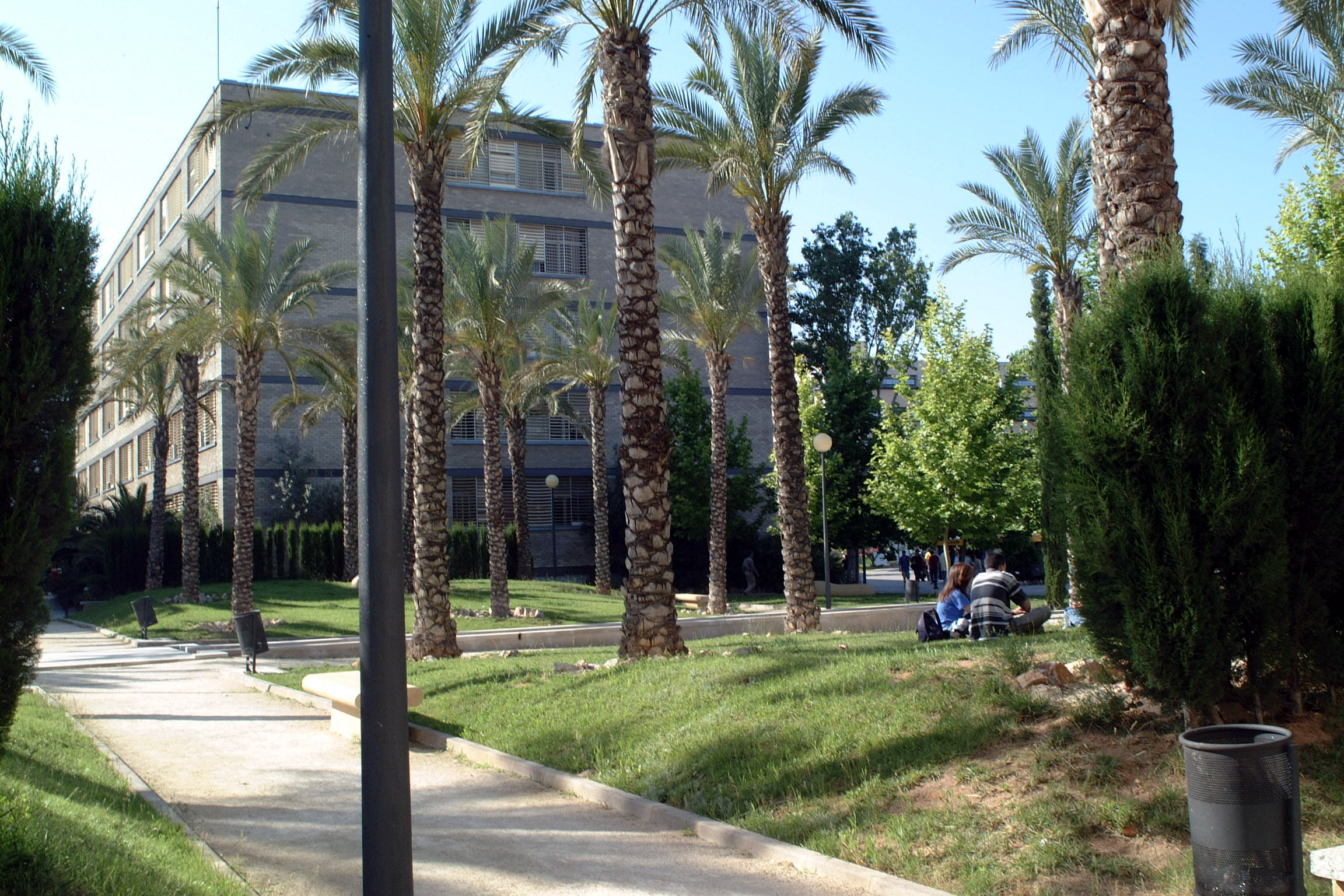
Facultat de Matemàtiques
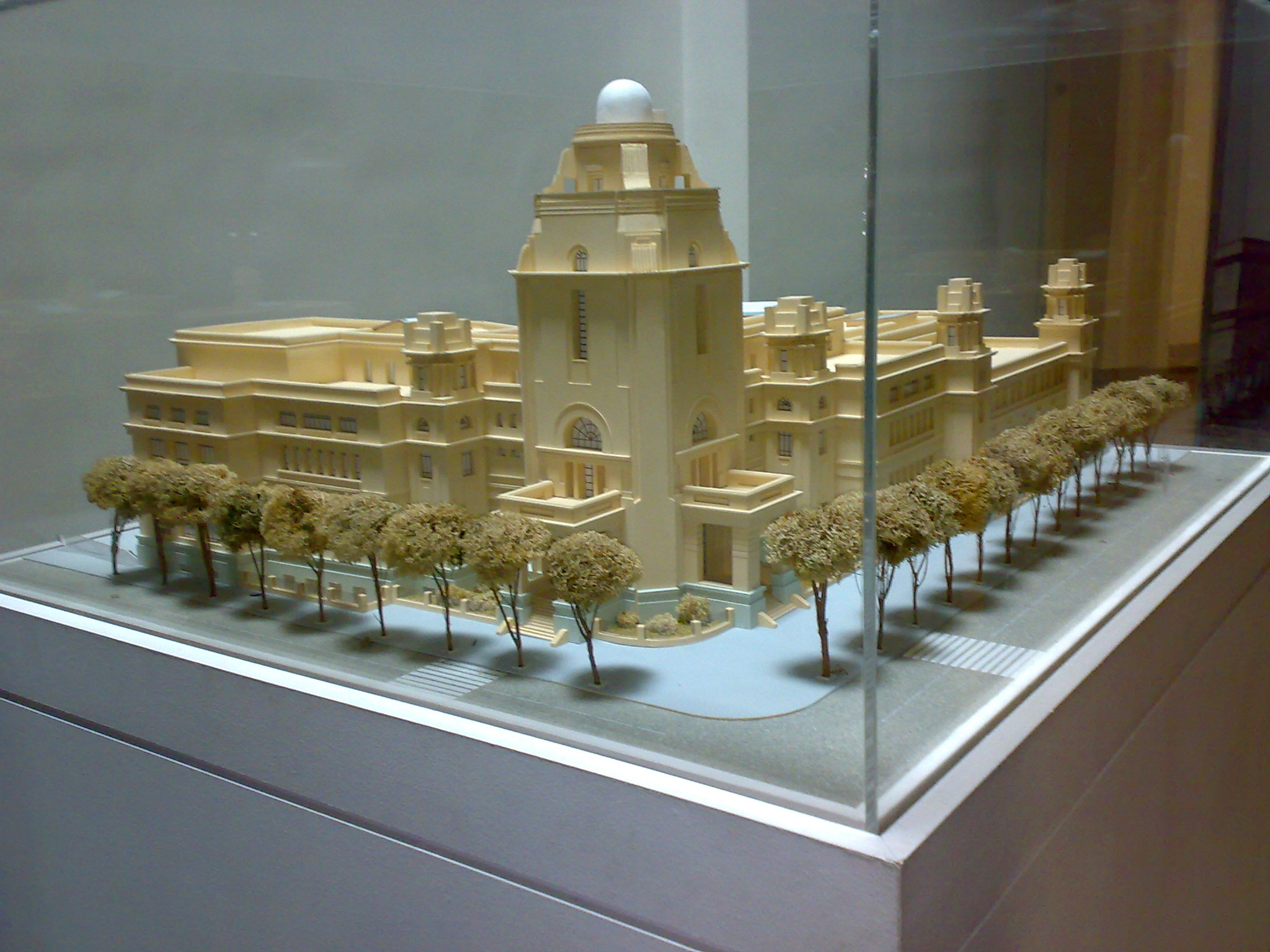
Maqueta de la Facultat de Ciències, construïda entre 1915 i 1944, exposada a l'interior de l'edifici de Rectoria
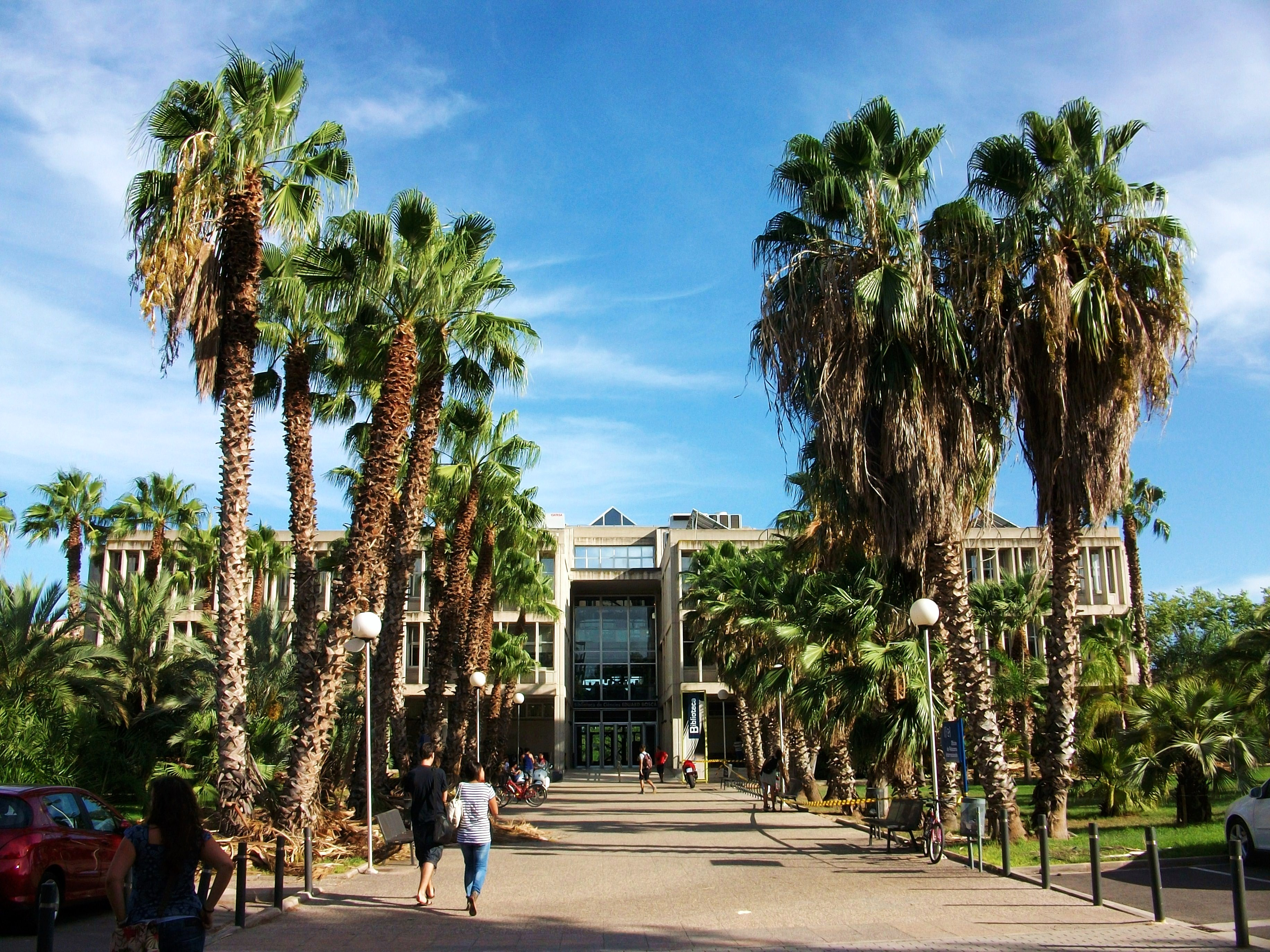
Biblioteca de Ciències Eduard Boscà, al Campus de Burjassot
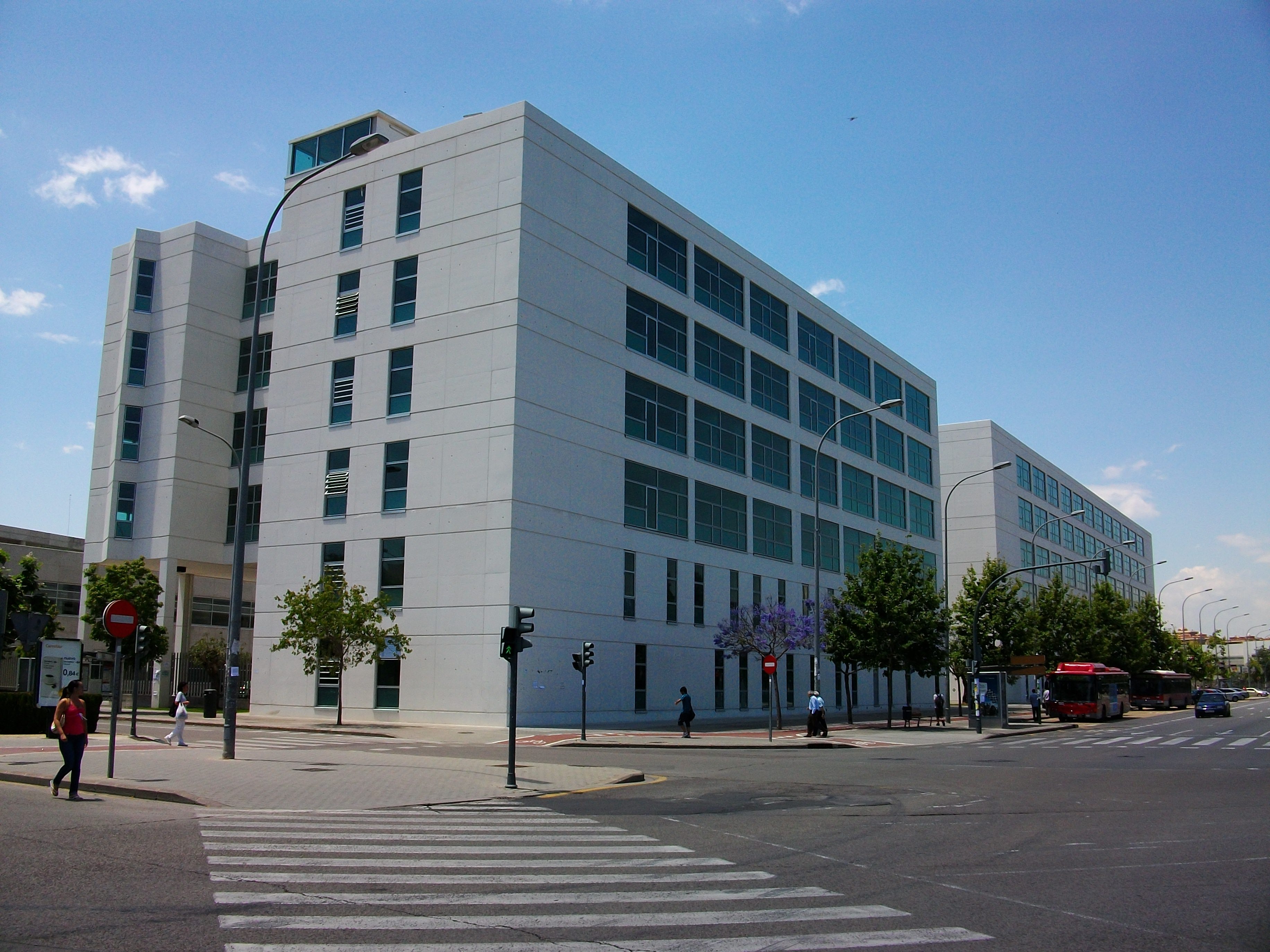
Nous edificis de la Facultat de Magisteri al Campus de Tarongers
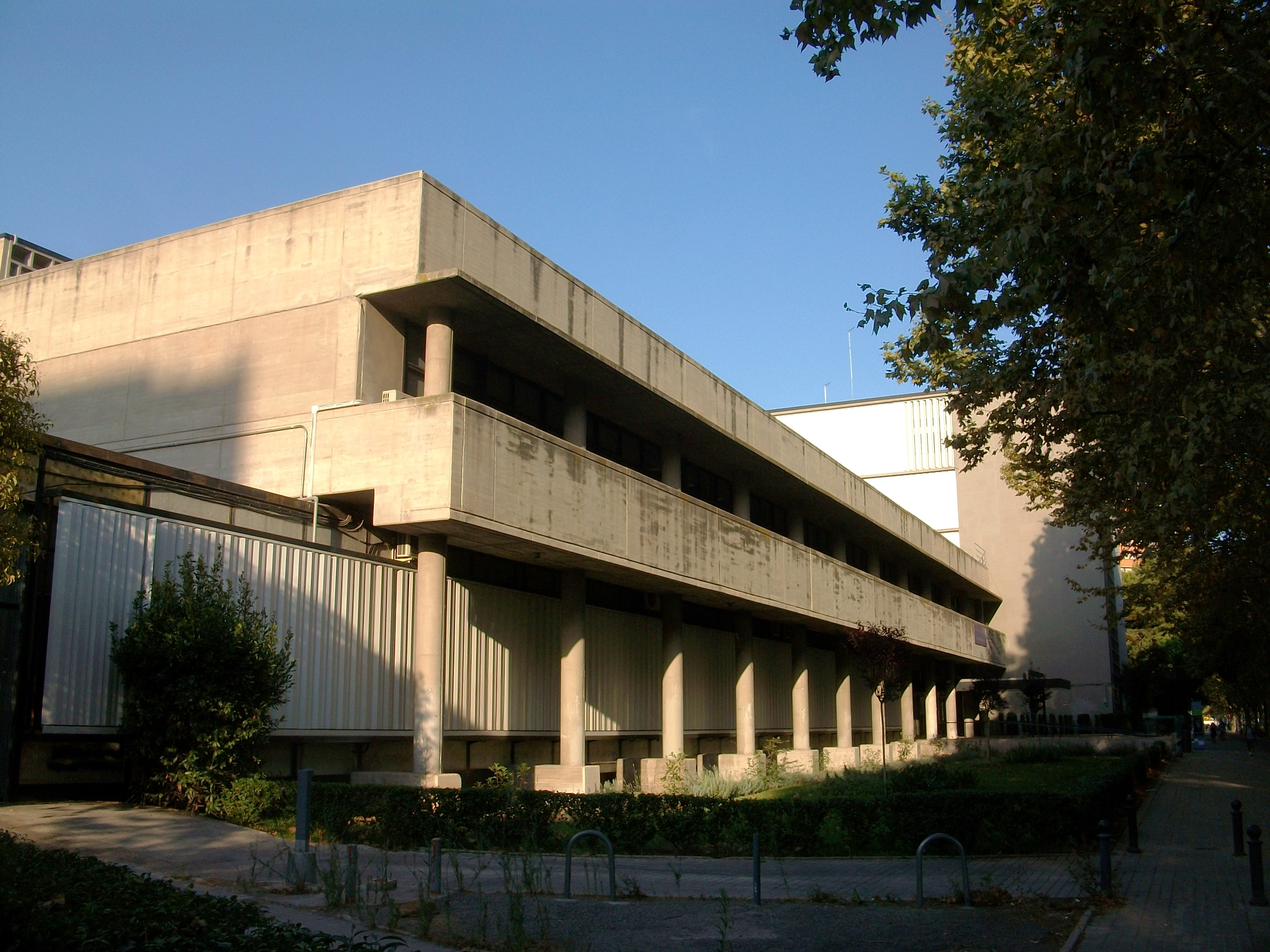
Facultat de Psicologia al Campus de Blasco Ibàñez
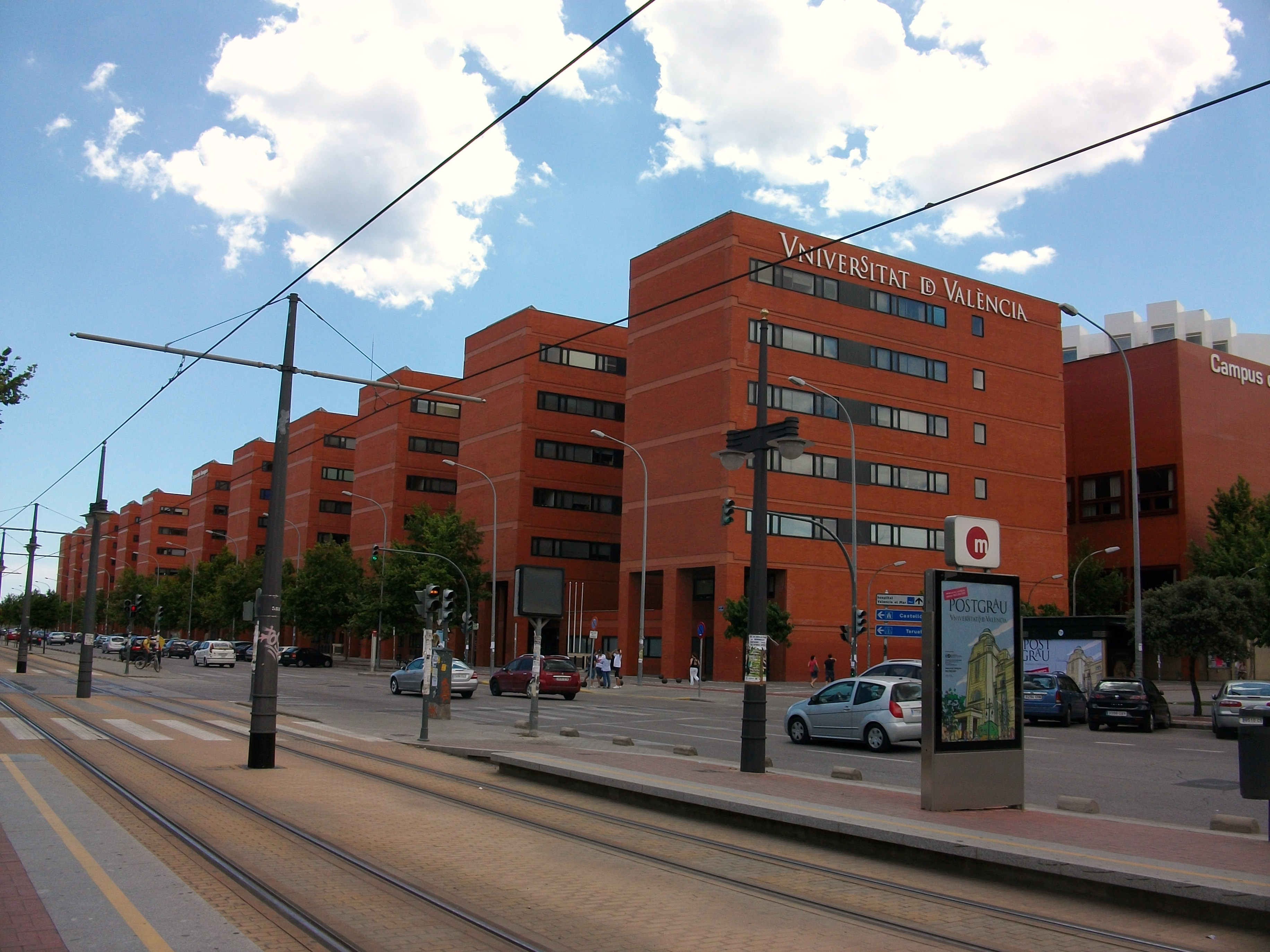
Campus dels Tarongers des de l'avinguda dels Tarongers
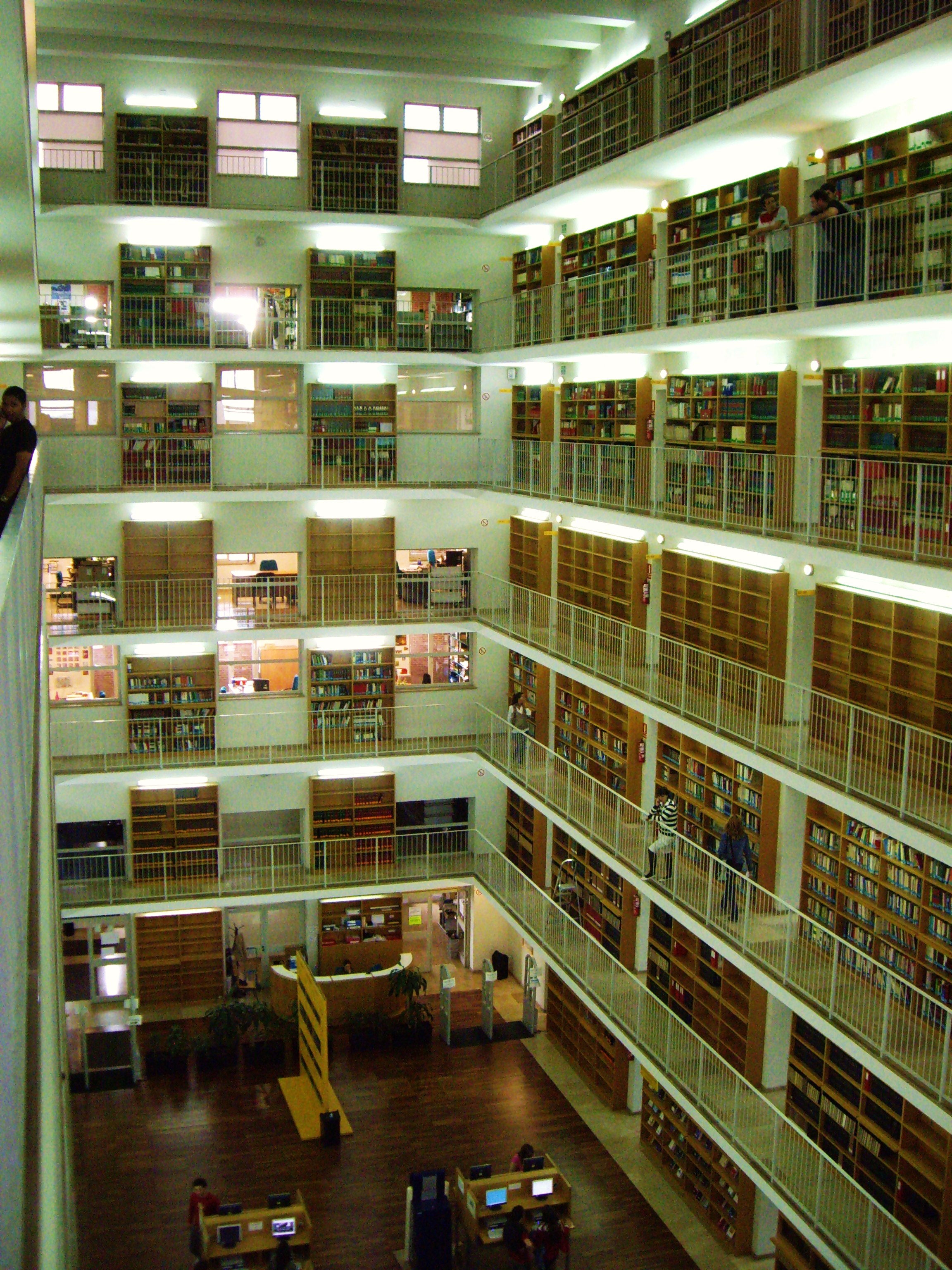
Interior de la Biblioteca de Ciències Socials Gregori Maians

## Rànquings
Al rànquing Times Higher Education ha aparegut com una de les millors 500 universitats del món en general diversos anys: el 2016 en la posició 401-500, el 2015 en la posició 301-350 i els anys 2012, 2013 i 2014 en la posició 351-400.
Al rànquing de Xangai ha aparegut també com una de les millors del món en general: el 2016 en la posició 401-500 i el 2013 en la posició 301-400.
El Center for World University Rankings realitzà per primera vegada un rànquing mundial de les 10 millors universitats per disciplina impartida el 2017. En aquests rànquings la Universitat de València aparegué la número 2 en química inorgànica i nuclear, la 4 en biologia reproductiva, la 9 en sensors remots, la 8 en física, partícules i camps i la 8 en ciència de la imatge i tecnologia fotogràfica.
El rànquing de la Nature Index 2018 la situà com la primera universitat espanyola en recerca química i una de les 50 primeres del món.